# ОШ „Нови Београд”
ОШ „Нови Београд” или Основна школа за децу са сметњама у развоју „Нови Београд” једна је од основних школа у Београду. Налази се у улици Народних хероја 12, у општини Нови Београд, а основана је 1970. године.

## Опште информације
Основна школа „Нови Београд” школа је за децу ометену у развоју и инвалидитетом, која уче од тима стручњака о социјалним вештинама и развијају психофизичке капацитете. Налази се у новобеоградском Блоку 3, у непосредној близини Хале спортова Ранко Жеравица и ОШ „Иван Гундулић”.
Школа је кренула са радом 1970. године у просторијама ОШ „Надежда Петровић” (тада ОШ „Жикица Јовановић Шпанац”). Тадашња специјална школа имала је одељења која су била смештена у школама „Жикица Јовановић Шпанац”, Иван Рибар (данас ОШ „Милан Ракић”), Јован Стерија Поповић, Влада Обрадовић Камени и Јосип Броз Тито (данас ОШ „Јован Дучић”). Специјална школа „Нови Београд” добила је свој простор упорношћу и борбеношћу школског колектива, 1982. године. Тада је користила малу зграду ОШ „Иван Гундулић”. Тада су на једном месту сакупљене све стручне службе, дефектолози и сва одељења, а исте године у рад школе се укључује и тим саветовалишта.
Године 1992. Оливера Тошић постаје директорка школе и остварује допринос у иновацијама у специјалном школству. У том периоду отворен је целодневни боравак за умерено ментално ретардирану децу, кабинет за психомоторну реедукацију и кабинет за информатику. Након пензионисања директорке Тошић, на њено место дошао је Милорад Ракић, захваљујући којем је установа реновирана, опремана и осавремена. Школа је више пута мењала свој назив, губећи префикс специјално, а потом се трансформишући у област образовања деце са сметњама у развоју, потом особа са инвалидитетом. Школа се првобитно звала Специјална школа „Нови Београд”, потом Школа за децу са посебним потребама „Нови Београд”, а данас се зове Основна школа за децу са сметњама у развоју „Нови Београд”.